# Hacjenda La Tormenta
Hacjenda La Tormenta (hiszp. La Tormenta,  dosł. Burza) – To kolumbijska telenowela wyprodukowana przez stacje Telemundo w
Kolumbii w 2005 roku. W Polsce emitowana w TV Puls.
Hacjenda la Tormenta jest jedną z najpiękniejszych w regionie. To nie tylko dom, ale także malownicze pola i rozległy teren. Wiele osób chciałoby ją dostać, ale prawnie należy ona do Ernesto Montilli. Jego córka, piękna Maria Teresa, przyjeżdża aby zająć się majątkiem ojca. Zastaje tam ubogiego robotnika, Santosa Torrealbę, w którym zakochuje się, mimo iż jest ona panienką z miasta, a on prostym wieśniakiem. Ich miłość napotyka jednak sporo przeszkód. Hacjenda la Tormenta, którą oboje zamieszkują, znajduje się w okolicach wioski Puerto Bravo. Nie wszystkim mieszkańcom jest na rękę związek tej pary.

## Obsada
- Maria Teresa Montilla – Natalia Streignard
- Santos Torrealba/Santiago Guanipa – Christian Meier
- Isabela Montilla – Natasha Klauss
- Simon Guerrero – Marcelo Buquet
- Edelmira Guerrero – Kristina Lilley
- Bernarda Ayala – Aura Cristina Geithner
- Valentina Ayala – Eileen Abad
- Argimiro Guanipa – Danilo Santos
- Enrique Montalvo – Didier Van Der Hove
- Nani-Natividad Esparragosa – Carmen Marina Torres
- Ernesto Montilla – Alejandro Buenaventura
- Tatacoa – Constanza Gutiérrez
- Padre Damián – Juan Pablo Shuk
- Remedios de Camacho – María Cristina Gálvez
- Cipriano Camacho – Iván Rodríguez
- Dalilah Gema – Rosemary Bohórquez
- Solita Cruz – Vibiana Navas
- Alirio Palliba – Agmeth Escaf
- Michelle Cardona – Sandra Pérez
- Miguelón Camacho – Luis Gerónimo Abreu
- Jesús Niño Camacho – Manuel Balbi
- Magdalena Camacho – Patricia Castañeda
- Trinidad Ayala – Carmen Villalobos
- Genoveva – Margarita Durán
- Alesio – Mauro Mercado
- Doña Chepa – Vilma Vera
- Amapola – Laila Vieira
- Doktorowa Ariana Castel – Gabriela Vergara
- dr Ricardo Padilla – Manuel Busquets
- komendant Augusto Pedraza – Pedro Roda